# Skytte vid olympiska sommarspelen 2016
Skytte vid olympiska sommarspelen 2016 avgjordes mellan den 6 och 14 augusti på Centro Olímpico de Tiro i Rio de Janeiro. Kvalificeringen skedde mellan 1 augusti 2014 och 31 mars 2016, totalt tävlade runt 390 sportskyttar i 15 grenar.

## Medaljsammanfattning
| Damernas skytte                            | Guld                         | Silver                          | Brons                         |
| 50 meter gevär, tre positioner Detaljer... | Barbara Engleder Tyskland    | Zhang Binbin Kina               | Du Li Kina                    |
| 10 meter luftgevär Detaljer...             | Virginia Thrasher USA        | Du Li Kina                      | Yi Siling Kina                |
| 25 meter pistol Detaljer...                | Anna Korakaki Grekland       | Monika Karsch Tyskland          | Heidi Diethelm Gerber Schweiz |
| 10 meter luftpistol Detaljer...            | Zhang Mengxue Kina           | Vitalina Batsarasjkina Ryssland | Anna Korakaki Grekland        |
| Trap Detaljer...                           | Catherine Skinner Australien | Natalie Rooney Nya Zeeland      | Corey Cogdell USA             |
| Skeet Detaljer...                          | Diana Bacosi Italien         | Chiara Cainero Italien          | Kim Rhode USA                 |

| Herrarnas skytte                           | Guld                                                 | Silver                      | Brons                                                  |
| 50 meter gevär, tre positioner Detaljer... | Niccolò Campriani Italien                            | Sergej Kamenskij Ryssland   | Alexis Raynaud Frankrike                               |
| 50 meter gevär, liggande Detaljer...       | Henri Junghänel Tyskland                             | Kim Jong-hyun Sydkorea      | Kirill Grigorjan Ryssland                              |
| 10 meter luftgevär Detaljer...             | Niccolò Campriani Italien                            | Serhij Kulisj Ukraina       | Vladimir Maslennikov Ryssland                          |
| 50 meter pistol Detaljer...                | Jin Jong-oh Sydkorea                                 | Hoàng Xuân Vinh Vietnam     | Kim Song-guk Nordkorea                                 |
| 25 meter snabbpistol Detaljer...           | Christian Reitz Tyskland                             | Jean Quiquampoix Frankrike  | Li Yuehong Kina                                        |
| 10 meter luftpistol Detaljer...            | Hoàng Xuân Vinh Vietnam                              | Felipe Almeida Wu Brasilien | Pang Wei Kina                                          |
| Trap Detaljer...                           | Josip Glasnović Kroatien                             | Giovanni Pellielo Italien   | Edward Ling Storbritannien                             |
| Dubbeltrap Detaljer...                     | Fehaid Al-Deehani Oberoende olympiska idrottsutövare | Marco Innocenti Italien     | Steven Scott Storbritannien                            |
| Skeet Detaljer...                          | Gabriele Rossetti Italien                            | Marcus Svensson Sverige     | Abdullah Al-Rashidi Oberoende olympiska idrottsutövare |

Denna tabell: visa • redigera

## Medaljtabell
| Pl.    | Nation                             | Guld | Silver | Brons | Totalt |
| ------ | ---------------------------------- | ---- | ------ | ----- | ------ |
| 1      | Italien                            | 4    | 3      | 0     | 7      |
| 2      | Tyskland                           | 3    | 1      | 0     | 4      |
| 3      | Kina                               | 1    | 2      | 4     | 7      |
| 4      | Sydkorea                           | 1    | 1      | 0     | 2      |
| 4      | Vietnam                            | 1    | 1      | 0     | 2      |
| 6      | USA                                | 1    | 0      | 2     | 3      |
| 7      | Grekland                           | 1    | 0      | 1     | 2      |
| 7      | Oberoende olympiska idrottsutövare | 1    | 0      | 1     | 2      |
| 9      | Australien                         | 1    | 0      | 0     | 1      |
| 9      | Kroatien                           | 1    | 0      | 0     | 1      |
| 11     | Ryssland                           | 0    | 2      | 2     | 4      |
| 12     | Frankrike                          | 0    | 1      | 1     | 2      |
| 13     | Brasilien                          | 0    | 1      | 0     | 1      |
| 13     | Nya Zeeland                        | 0    | 1      | 0     | 1      |
| 13     | Sverige                            | 0    | 1      | 0     | 1      |
| 13     | Ukraina                            | 0    | 1      | 0     | 1      |
| 17     | Storbritannien                     | 0    | 0      | 2     | 2      |
| 18     | Nordkorea                          | 0    | 0      | 1     | 1      |
| 18     | Schweiz                            | 0    | 0      | 1     | 1      |
| Totalt | Totalt                             | 15   | 15     | 15    | 45     |